# Stellaria turkestanica
Stellaria turkestanica är en nejlikväxtart som beskrevs av Boris Konstantinovich Schischkin. Stellaria turkestanica ingår i släktet stjärnblommor, och familjen nejlikväxter. Inga underarter finns listade i Catalogue of Life.